# Ali Marpet
Alexander Marpet, detto Ali (Hastings-on-Hudson, 17 aprile 1993), è un ex giocatore di football americano statunitense che ha militato nel ruolo di centro per tutta la carriera con i Tampa Bay Buccaneers della National Football League (NFL).

## Biografia

### Tampa Bay Buccaneers
Dopo avere giocato all'università a football all'Hobart College, Marpet fu scelto nel corso del secondo giro (61º assoluto) del Draft NFL 2015 dai Tampa Bay Buccaneers, divenendo il giocatore della Division III della NCAA selezionato più in alto della storia. Debuttò come professionista partendo come titolare nella gara del primo turno contro i Tennessee Titans. La sua prima stagione si concluse disputando 13 partite, tutte come titolare. La Pro Football Writers Association lo inserì nella formazione ideale dei rookie.
Il 7 febbraio 2021, nel Super Bowl LV contro i Kansas City Chiefs campioni in carica, Marpet partì come titolare nella vittoria per 31-9, conquistando il suo primo titolo.
Nel 2021 Marpet fu convocato per il suo primo Pro Bowl.
Il 27 febbraio 2022 Marpet annunciò il suo ritiro dal football professionistico dopo sette stagioni all'età di 28 anni con un post su Instagram. Si ritirò con due anni rimanenti di contratto a dieci milioni di dollari a stagione.

## Palmarès

### Franchigia
- Super Bowl : 1

Tampa Bay Buccaneers: LV
- National Football Conference Championship: 1

Tampa Bay Buccaneers: 2020

### Individuale
- Convocazioni al Pro Bowl: 1

2021
- PFWA All-Rookie Team - 2015